# Kanuhuraa (Kaafu-atol)
Kanuhuraa is een van de onbewoonde eilanden van het Kaafu-atol behorende tot de Maldiven.